# 西納爾納河
錫納爾納河（烏克蘭語：Синарна），是烏克蘭西南部的河流，屬於索布河的左支流。該河流經文尼察州的文尼察區，河道全長13公里，流域面積50.7平方公里。